# Estat de Kano
L'estat de Kano és un estat al nord-oest de Nigèria. Creat el 27 de maig de 1967 les fronteres estatals de Kano són: Katsina al nord-oest, Jigawa al nord-est, i els estats de Kaduna i Bauchi al sud. La capital de l'estat és Kano. En l'estat s'incloïa el territori de Jigawa, que es va convertir en un estat separat el 1991. La superfície de l'estat és de 20.131 km² (el 20è de 36) i la població en una estimació pel 2011 seria de 11.058.300.

## Geografia
Segons el cens del 2006, l'estat de Kano té una població total de 9.383.682 habitants (el 2016 ja hauria sobrepassat els 14 milions), la qual cosa el converteix en l'estat nigerià més poblat del país. L'estat és majoritàriament poblat per l'ètnia haussa. La religió majoritària (prop del 99%) és la musulmana.
L'idioma oficial de l'estat de Kano és l'anglès però el haussa és la llengua més parlada.

## Història
El primer Governador Militar de l'Estat de Kano va ser Alhaji Audu Bako qui va utilitzar la base econòmica sòlida de Kano per executar molts programes de desenvolupament especialment a l'àrea de construcció d'embasaments i el desenvolupament de la infraestructura a Kano. La majoria de les estructures històriques a la capital de l'estat es van construir durant la seva administració.
El president de Nigèria Yakubu Gowon, va ser enderrocat en 1975 i el General Murtala Muhammed es va convertir en el Cap d'Estat. El coronel Sani Bello fou designat governador militar càrrec que va retenir fins al 1978. Murtala va ser assassinat al febrer de 1976, però es va convertir en un líder molt popular a Nigèria a causa de les múltiples obres que va realitzar en el seu curt període. El seu successor, Olusegun Obasanjo va retornar el poder als civils el 1978 i el capità Ishaya Shekari fou designat governador militar de Kano fins a les eleccions.
Muhammadu Alhaji Abubakar Rimi fou elegit com el primer Governador democràtic de l'Estat de Kano, l'1 d'octubre de 1979.
Va haver-hi dos conflictes civils seriosos. Un d'ells va ser causat pel grup religiós Maitatsine, i fou en gran part causat per les condicionis socioeconòmiques de l'organització política. I l'altre intent va ser causat per l'intent del govern d'eliminar l'emir de Kano. El PRP (Partit de la Redempció dels Pobles) es va dividir en una facció encapçalada pel governador Rimi que el maig de 1983 es va separar del seu protector Aminu Kano (socialista i oposats al feudalisme dels emirs) i es va passar al Partit Popular de Nigèria (Nigerian People's Party NPP) en vistes a les eleccions; Aminu Kano va morir l'abril i Rimi va dimitir el maig i va ocupar el càrrec el vicegovernador Abdu Dawakin Tofa. El NPP va guanyar les eleccions amb el seu candidat Alhaji Sabo Bakin Zuwo 
El Govern civil de Nigèria va ser enderrocat per les Forces Armades al desembre de 1983 i el comodor de l'exèrcit de l'Aire Abdullahi Hamza va ser nomenat Governador Militar de l'Estat de Kano el gener de 1984. Va governar l'estat fins que un cop militar en 1985, dirigit per Ibrahim Babangida que es va convertir en el President de Nigèria, el va cessar. Durant el període de Babangida com a cap d'estat, Ahmad Dako, Ndatsu Umaru i Garba Idris van exercir com a governadors militars de l'Estat de Kano i cadascun d'ells va aportar la seva quota per al desenvolupament de l'estat.
Un altre govern civil va ser elegit el 1991 amb els dos partits governamentals Partit Social-Demòcrata (SDP) i la Convenció Nacional Republicana (NRC). Alhaji Kabiru Gaya de la NCR va ser escollit i va governar fins al 1993 a causa d'un cop militar. Tres administradors militars van dirigir l'estat en els següents cinc anys (El coronel Muhammadu Abdullahi Wase del 1993 	al 1996, el coronel Dominic Oneya del 1996 al 1998, y el coronel Aminu Isa Kontagora del 1998 al 1999). En aquestos anys el general Sani Abacha, nadiu de Kano, fou president de Nigèria, però va morir el 1998 i als pocs mesos va retornar el govern civil.
A les eleccions de 1999 a Kano, el Partit Democràtic Popular (PDP) va guanyar les eleccions i Rabiu Musa Kwankwaso va ser elegit governador entre 1999 i 2003. Ibrahim Shekarau del Partit dels Pobles de Tota Nigèria (ANPP), va derrotar a Rabiu Musa Kwankwaso en les eleccions a governador d'abril de 2003, i altre cop en les del 2007, però Rabiu Musa va recuperar el govern en les eleccions del 2011. El seu vicegovernador Abdullahi Umar Ganduje va ser elegit a les eleccions del 2015.

## Àrees de govern local
L'estat està dividit a les següents àrees de govern local (autoritats administratives locals):

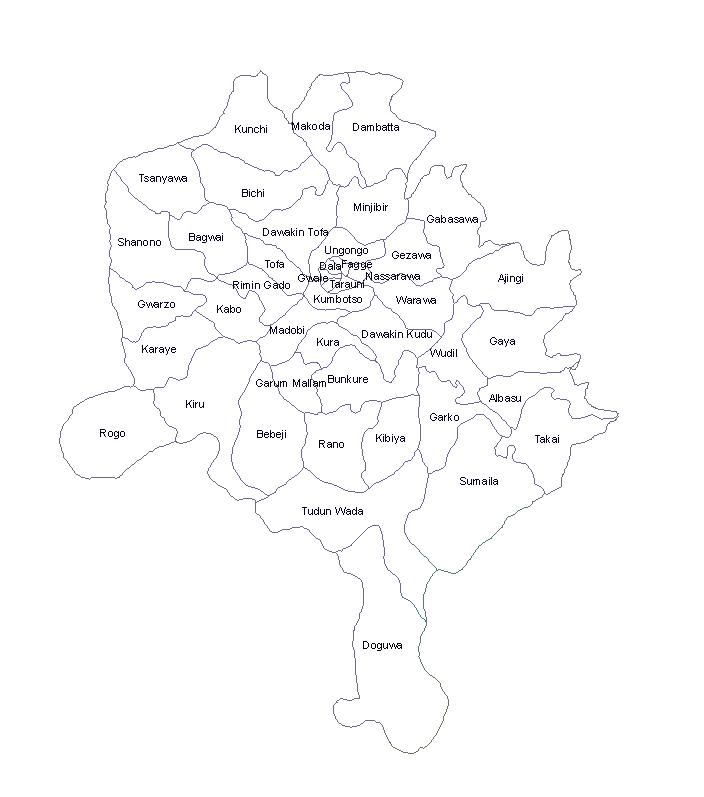
Divisió administrativa de l'estat de Kano.

| Nom de l'àrea de govern local | Superfície | Població (2006) | Capital      | Codi postal |
| Dala                          | 19         | 1,418,777       | Gwamaja      | 700         |
| Fagge                         | 21         | 698,828         | Waje         | 700         |
| Gwale                         | 18         | 562,059         | Gwale        | 700         |
| Kano                          | 17         | 665,525         | Kofar Kudu   | 700         |
| Tarauni                       | 28         | 321,367         | Ungwa Uku    | 700         |
| Nasarawa                      | 34         | 696,669         | Bompai       | 700         |
| Kumbotso                      | 158        | 395,979         | Kumbotso     | 700         |
| Ungogo                        | 204        | 469,657         | Ungogo       | 700         |
| Àrea metropolitana de Kano    | 499        | 3,628,861       | 700          |             |
| Dawakin Tofa                  | 479        | 247,875         | Dawakin Tofa | 701         |
| Tofa                          | 202        | 97,734          | Tofa         | 701         |
| Rimin Gado                    | 225        | 104,790         | Rimin Gado   | 701         |
| Bagwai                        | 405        | 162,847         | Bagwai       | 701         |
| Gezawa                        | 340        | 282,069         | Gezawa       | 702         |
| Gabasawa                      | 605        | 211,055         | Zakirai      | 702         |
| Minjibir                      | 416        | 213,794         | Minjibir     | 702         |
| Dambatta                      | 732        | 207,968         | Dambatta     | 702         |
| Makoda                        | 441        | 222,399         | Makoda       | 702         |
| Kunchi                        | 671        | 111,018         | Kunchi       | 703         |
| Bichi                         | 612        | 277,099         | Bichi        | 703         |
| Tsanyawa                      | 492        | 157,680         | Tsanyawa     | 703         |
| Shanono                       | 697        | 140,607         | Shanono      | 704         |
| Gwarzo                        | 393        | 183,987         | Gwarzo       | 704         |
| Karaye                        | 479        | 141,407         | Karaye       | 704         |
| Rogo                          | 802        | 227,742         | Rogo         | 704         |
| Kabo                          | 341        | 153,828         | Kabo         | 704         |
| Kano Nord                     | 8,332      | 3,143,899       | 701 a 704    |             |
| Bunkure                       | 487        | 170,891         | Bunkure      | 710         |
| Kibiya                        | 404        | 136,736         | Kibiya       | 710         |
| Rano                          | 520        | 145,439         | Rano         | 710         |
| Tudun Wada                    | 1,204      | 231,742         | Tudun Wada   | 710         |
| Doguwa                        | 1,473      | 151,181         | Riruwai      | 710         |
| Madobi                        | 273        | 136,623         | Madobi       | 711         |
| Kura                          | 206        | 144,601         | Kura         | 711         |
| Garun Mallam                  | 214        | 116,494         | Garun Mallam | 711         |
| Bebeji                        | 717        | 188,859         | Bebeji       | 711         |
| Kiru                          | 927        | 264,781         | Kiru         | 711         |
| Sumaila                       | 1,250      | 253,661         | Sumaila      | 712         |
| Garko                         | 450        | 162,500         | Garko        | 712         |
| Takai                         | 598        | 202,743         | Takai        | 712         |
| Albasu                        | 398        | 190,153         | Albasu       | 712         |
| Gaya                          | 613        | 201,016         | Gaya         | 713         |
| Ajingi                        | 714        | 174,137         | Ajingi       | 713         |
| Wudil                         | 362        | 185,189         | Wudil        | 713         |
| Warawa                        | 360        | 128,787         | Warawa       | 713         |
| Dawakin Kudu                  | 384        | 225.389         | Dawakin Kudu | 713         |
| Kano sud                      | 11,554     | 3.410.922       | 710 a 713    |             |

## Economia i societat
Històricament, l'estat de Kano ha estat una zona comercial i destaca el sector agrari, que és conegut per la producció de cacauets, així com per als seus dipòsits minerals. L'estat té més de 18.684 quilòmetres quadrats de terres cultivables i és l'estat amb més terres en regadiu al país.
En els últims anys l'estat de Kano ha estat un centre religiós i un centre de la violència ètnica a Nigèria. L'estat es va oposar al programa de vacunació contra la poliomielitis.
Les inversions estrangeres i els inversors poden veure's per tota la ciutat. Està de ben segur dins dels primers cinc estats en termes d'activitat comercial a Nigèria. Kano tradicionalment ha rebut la major proporció dels ingressos econòmics de Nigèria (en la seva majoria petroli). Des de 1990 a 1996 Kano va rebre el 10,9% dels ingressos assignats. En contrast, els estats següent amb més alts ingressos són Sokoto, que va rebre el 3,5%, Abuja, Lagos, i Akwa Ibom que van rebre un 3,2% cadascun.